# Кубинский тоди
Кубинский тоди (лат. Todus multicolor) — вид птиц из семейства тодиевых, который встречается на острове Куба и некоторых соседних островах, где он обитает в разреженных лесах, по берегам рек и на морском побережье. Как и все тоди, выделяется ярко-зелёным оперением в верхней части, сероватыми грудкой и брюхом, красным горлом и длинным клювом. Характерной особенностью вида является светло-голубое пятно около ушных отверстий. Птица охотится на насекомых, реже на мелких животных. Строит норы длиной до 30 см в суглинистых или песчаных берегах рек.

## Общая характеристика
Все тоди представляют собой очень маленьких округлых птиц с коротким хвостом и длинным уплощённым клювом. Оперение ярко-зелёное в верхней части тела и беловатое в нижней, горло красное. Кубинского тоди выделяет самая яркая раскраска среди представителей семейства. Верхняя часть тела взрослого тоди окрашена в цвет зелёной травы с более ярким оттенком ближе к бокам и немного менее тёмным и тусклым в верхней части головы. Передняя часть головы и лоб принимают оттенки жёлтого от цитрусового до шафранового. Под ушными укрытиями имеется заметное светло-голубое пятно от тускло-бирюзового до лазурно-голубого оттенков, для тоди с острова Хувентуд характерен более глубокий цвет пятна. Подбородок и часть шеи белые, горловое пятно мягкого красного цвета сформировано перьями с серебристо-белыми кончиками. Грудь обычно окрашена в бледный пурпурно-серым, который усиливается по бокам и становится синевато-серым. Бока розового цвета. Кубинский тоди имеет яркое серо-жёлтое подхвостье. Край крыла белый. Нижние перья также в основном белые.
Половой диморфизм очень слабый, голубая область на сгибе крыла более заметна у самцов, но это отличие мало используется для определения пола в полевых условиях. Ранее считалось, что тёмно-коричневая радужка свойственна самкам, а белая — самцам. Согласно последним исследованиям, цвет радужки скорее всего имеет отношение к возрасту птицы. Глаза молодых птиц коричневые. Также молодые особи имеют короткий клюв и менее яркое оперение, в том числе серое или розовое горловое пятно и полностью серую нижнюю часть без розовых, голубых и жёлтых пятен.
У кубинского тоди самый маленький клюв среди представителей семейства. Верхняя его часть имеет зазубрины для разламывания твёрдых насекомых, что является характерной особенностью всех тоди. Как и другие ракшеобразные, обладает частично срощенными передними пальцами, которые они используют для копания нор.
Общая длина составляет 10—11 см, масса — 4,3—8,5 г. Американский орнитолог Роберт Риджуэй в бюллетене Смитсоновского института 1914 года приводит следующие характеристики: длина крыла — 41—46 мм, длина хвоста — 26—32 мм, длина клюва — 16—19 мм, плюсна — 12,5—14,5 мм, длина среднего пальца — 7,5—9 мм.

## Вокализация
Основная песня тоди, по мнению авторов Handbook of the Birds of the World (HBW), представляет собой механический резкий и громкий звук «тот-тот-тот», похожий на автоматную очередь. Специалисты энциклопедии Neotropical Birds Online называют в качестве характерной песни часто повторяющийся мягкий звук, похожий на «п-п-прр-рии», который можно услышать в любое время дня. При этом красные перья на горловом пятне поднимаются и выглядят как щетина. Кроме того, кубинскому тоди присуща довольно мелодичная позывка, состоящая из четырёх частей.
Как и все тоди, данный вид издаёт характерный звук крыльями. Ранее считалось, что этот звук связан с небольшой ослабленностью перьев птицы, однако при тщательном изучении оказалось, что эти перья не обладают изменённой жёсткостью или шириной. Довольно громкий звук вместе с тем трудно поддаётся записи и сильно зависит от погодных условий: в солнечные дни он слышен сильнее, чем в пасмурные или дождливые. Издаваемый крыльями звук, предположительно, послужил основанием для одного из наименований кубинского тоди — Pedorrera.

## Распространение
Кубинский тоди легко адаптируется к окружающей среде и широко распространён на острове Куба, крупных островах на северном побережье, а также на острове Хувентуд. Встречается на горных склонах высотой до 1300 метров над уровнем моря, с максимально зафиксированной высотой 1974 метра на пике Туркино. По данным 1970 года часто встречался на военной базе Гуантанамо на высоте до 130 метров над уровнем моря.
Исследования кубинских тоди показали, что тоди не привязаны к конкретному типу леса. Его можно встретить в кустарниках, лиственных, полулиственных и сосновых лесах (Pinus caribaea). Единственный вид, который заселяет непосредственно береговую линию, в особенности предпочитает деревья кокколобы ягодоносной (Coccoloba uvifera). На побережье, в засушливых и полулиственных лесах кубинский тоди попадался в сети от 0,35 до 1,6 раз за 100 часов. Ранее сообщалось, что обычно тоди не селятся на садовых участках, за исключением случая на острове Хувентуд несколько десятилетий назад, когда кубинские тоди поселились в грейпфрутовом саду. По последним данным такие случаи встречаются довольно часто.
Большое количество лесов на Кубе, в том числе охраняемых государством, позволяет говорить о сохранении мест обитания кубинского тоди. Вместе с тем развитие туризма привело к использованию в больших количествах различных спреев от насекомых, в частности малатиона на Кайо-Коко, что может сказаться на популяции насекомоядных тоди, хотя последняя информация и не является полностью подтверждённой.

## Питание и способ охоты
Основной рацион кубинского тоди составляют насекомые, в частности гусеницы, полужесткокрылые (Hemiptera), бражники (Sphingidae) и двукрылые (Diptera). Кроме того, он может принимать в пищу пауков, небольших ящериц, включая представителей рода анолисы (Anolis), и некоторые мягкие плоды.
В качестве основного способа охоты используют «underleaf-sally», выискивая добычу на листьях выше головы с задранным вверх клювом. Кубинский тоди обычно снимает насекомых с листьев, но может и ловить их в воздухе, а также снимать с камней. По некоторым наблюдениям, птицы могут вести себя агрессивно по отношению к мигрирующим лесным певунам, в частности к синеспинному лесному.
Средняя высота, на которой охотятся кубинские тоди в засушливых кустарниках, составляет 2,6 метра.

## Размножение
Пары кубинского тоди обычно сохраняются в течение всего года и их часто можно встретить вместе. Они бывают более шумными в непосредственной близости от своей норы. Кубинскому тоди присуща такая особенность ухаживания, как демонстрация боков («flank display»), когда розовые боковые перья распушены с различной степенью интенсивности.
Птицы предпочитается рыть норы в глинистых речных берегах, поваленных деревьях. Могут использовать естественные отверстия в известняковых откосах высотой до 5 метров. Недавно норы тоди были обнаружены у входов в пещеры рядом с норами пещерной горной ласточки (Petrochelidon fulva). На острове Кайо Коко кубинские тоди могут использовать также норы песчаных крабов, что является единственным известным примером создания нор представителями этого семейства в горизонтальных, а не вертикальных поверхностях. Длина норы в среднем составляет около 30 см, нора может быть убрана мхом, травой, лишайниками и другими материалами.
По данным энциклопедии Neotropical Birds Online сезон размножения обычно продолжается с марта по июль, специалисты HBW ограничивают сезон размножения мартом-апрелем и июнем. Яйца кубинского тоди являются самыми маленькими среди представителей семейства, их размер в среднем составляет 15,5 на 12,6 мм. Кладка обычно состоит из 3—4 белых яиц, высиживанием которых занимаются оба родителя.

## Систематика
Научное название — Todus multicolor; птица была впервые описана британским орнитологом Джоном Гульдом в 1837 году. Позднее это же название использовалось в работе французских учёных Альсида Дессалини Д’Орбиньи (1839) и Фредерика де Ла Френе (1847), кубинского натуралиста Хуана Гундлаха (1861). В 1838 году французский натуралист Рене Примевэр Лессон описал три вида тоди, включая кубинского, которому по неизвестной причине дал имя Todus portoricensis.
Первоначальное описание было сделано с экземпляра птицы, полученного в западной части острова. Некоторые учёные на основе небольших различий в расцветке полагают, что птицы с восточной части Кубы представляют другой подвид, однако эта точка зрения в целом не поддерживается. Кроме того, птицы с острова Хувентуд имеют более голубые перья в области сочленовной кости.
Предположительно, остров Куба является первым этапом миграции ископаемого тоди c материка на Антильские острова. Этим, в частности объясняется самое яркое оперение кубинского тоди и его широкая экологическая терпимость. Предположительно, дальше тоди распространились на острова Гаити и Ямайка. На связь кубинского и ямайского видов могут указывать сине-серые перья над ухом у последнего, напоминающие сине-голубые пятна кубинского тоди, в то время как у других видов имеется лишь несколько бледно-серых перьев. Кроме того, эти два вида имеют практически равные ширину клюва и длину тела, а также схожее строение крыла.
Морфологические анализ, в особенности оперение и скелет, а также вокализация тоди, позволяют отнести кубинского тоди к одной группе с ширококлювым и узкоклювым видами, для которых характерны ярко-розовые бока и соответствующие особенности ухаживания. Генетические исследования такое деление не подтверждают.